# Corrado Ursi
Corrado Ursi, italijanski rimskokatoliški duhovnik, škof in kardinal, * 26. julij 1908, Andria, † 29. avgust 2003.

## Življenjepis
25. julija 1931 je prejel duhovniško posvečenje.
31. julija 1951 je bil imenovan za škofa Narda, 30. novembra 1961 za nadškofa Acerenze in 23. maja 1966 za nadškofa Neaplja.
26. junija 1967 je bil povzdignjen v kardinala in imenovan za kardinal-duhovnika S. Callisto.
9. maja 1987 se je upokojil.